# Pelocoris shoshone
Pelocoris shoshone är en insektsart som beskrevs av La Rivers 1948. Pelocoris shoshone ingår i släktet Pelocoris och familjen vattenbin.

## Underarter
Arten delas in i följande underarter:
- P. s. amargosus
- P. s. shoshone